# Siri Seglem
Siri Seglem (født 30. marts 1983 i Sokndal) er en norsk tidligere håndboldspiller, der spillede for EH Aalborg. Hun har tidligere spillet for Sokndal, Bryne, Levanger, Team Esbjerg, Aalborg DH, HC Odense, Viborg HK og for det norske landshold.